# Ophiuche veltalis
Ophiuche veltalis là một loài bướm đêm trong họ Erebidae.